# Панфилов, Никандр Максимович
Никандр Максимович Панфилов (1916—1991) — участник Великой Отечественной войны, Герой Советского Союза (1944).

## Биография
Родился 24 сентября 1916 года на хуторе Нижнеяблоновский Каргинской станицы области Войска Донского, ныне посёлок Яблоновский Боковского района Ростовской области, в семье казака. Русский.
Окончил кооперативный техникум в городе Шахты. Работал в торговой сети Тульского шахтоуправления.
В Красной Армии с 1940 года. На фронте в Великую Отечественную войну — с 1941 года. Член КПСС с 1943 года.
Участвовал в боях в районе города Болхов, в боях за Донбасс, в Курской битве, Черниговско-Припятской и Корсунь-Шевченковской наступательных операциях. Командир роты автоматчиков 51-й танковой бригады (3-й танковый корпус, 2-я танковая армия, 2-й Украинский фронт) лейтенант Панфилов 5 марта 1944 года в числе первых ворвался в село Чижовка (Звенигородский район Черкасской области), отразив вражеские контратаки. Отличился также при освобождении города Умань (Черкасская область).
После войны продолжал службу в армии. С 1946 года капитан Панфилов — в запасе.
Жил и работал экономистом в городе Ростов-на-Дону, где умер 28 января 1991 года.

## Память
- В честь воинов роты автоматчиков в селе Чижовка установлен мемориальный камень.

## Награды
- Медаль «Золотая Звезда» Героя Советского Союза (13.09.1944).
- Награждён орденом Ленина, орденами Отечественной войны 1 и 2 степеней, медалями.